# O Conceito de Angústia
Begrebet Angest (O Conceito de Ansiedade) é uma obra filosófica escrita por Søren Kierkegaard em 1844.
Para Kierkegaard (escrevendo através de um pseudónimo, Vigilius Haufniensis), a ansiedade/angústia é um medo fora de foco, disperso. Kierkegaard usa o exemplo de um homem na beira de um precipício. Quando o homem olha para baixo, ele experimenta um medo focado de cair, mas ao mesmo tempo, o homem sente um grande impulso de se atirar intencionalmente para o precipício. Essa experiência de dupla sensação é a ansiedade devido à nossa completa liberdade para escolher saltar ou não saltar. O mero facto de alguém ter a possibilidade e liberdade de fazer algo, mesmo as mais aterrorizantes possibilidades, despoleta um imenso sentimento de angústia. Kierkegaard denomina isto de "vertigem de liberdade".
Kierkegaard focaliza sobre a primeira ansiedade experimentada pelo ser humano: a escolha de Eva em comer da árvore do conhecimento, proibido por Deus. Pelo facto de os conceitos de bem e de mal não existirem antes de Eva comer o fruto da árvore, considerado o pecado original, Eva não possuía estes dois conceitos, não sabendo que ao comer do fruto da árvore era considerado um "mal". O que ela sabia era que Deus lhe tinha dito para não comer da árvore. A angústia vem do facto de a própria proibição por parte de Deus implicar que Eva era livre e que poderia escolher obedecer ou desobedecer a Deus. Depois de Eva ter comido da árvore, o pecado nascera. Então, segundo Kierkgaard, a angústia precede o pecado e foi a angústia que levou Eva a pecar.
No entanto, Kierkgaard menciona que a angústia é um modo da humanidade ganhar salvação. A angústia informa-nos das nossas possibilidades de escolha, do nosso autoconhecimento e responsabilidade pessoal, levando-nos de um estado de imediatismo não-autoconsciente a uma reflexão autoconsciente. Um indivíduo torna-se verdadeiramente consciente do seu potencial através da experiência de ansiedade/angústia. Assim, a angústia pode ser uma oportunidade para o pecado mas pode também ser o caminho para o reconhecimento ou realização da identidade e liberdades de cada um.